# Вятрово (Великопольське воєводство)
Вятрово (пол. Wiatrowo, нім. Windheim) — село в Польщі, у гміні Вонґровець Вонґровецького повіту Великопольського воєводства.
Населення — 558 осіб (2011).
У 1975-1998 роках село належало до Пільського воєводства.

## Демографія
Демографічна структура станом на 31 березня 2011 року:
|          | Загалом | Допрацездатний вік | Працездатний вік | Постпрацездатний вік |
| -------- | ------- | ------------------ | ---------------- | -------------------- |
| Чоловіки | 273     | 56                 | 195              | 22                   |
| Жінки    | 285     | 66                 | 171              | 48                   |
| Разом    | 558     | 122                | 366              | 70                   |